# Dennis Rommedahl
Dennis Rommedahl, né le 22 juillet 1978 à Copenhague au Danemark, est un ancien footballeur danois. Il jouait au poste de milieu offensif ou d'ailier droit.

## Biographie

### En club
Formé à Lyngby BK, Rommedahl rejoint en 1996, le PSV Eindhoven où il se révèle en 1998 (après avoir été prêté au RKC Waalkwijk pendant une saison).
En 2004, il signe pour le club de Charlton Athletic qui évolue en Premier League anglaise. Après trois saisons, alors que Charlton est relégué, il retourne en Eredivisie au sein cette fois de l'Ajax Amsterdam.
En janvier 2009, il est prêté au club de NEC Nimègue. 
Le 1er septembre 2011, Rommedahl fait son retour dans son pays natal en s'engageant avec le Brøndby IF pour un contrat de deux ans.
Il décide de prendre sa retraite après avoir rompu son contrat en janvier 2015. Il n'aura joué aucun match avec le RKC Waalwijk du fait de nombreuses blessures.

### En sélection
Dennis Rommedahl honore sa première sélection avec l'équipe nationale du Danemark le 16 août 2000 face aux Îles Féroé. Il est titularisé ce jour-là et son équipe s'impose par deux buts à zéro. Il inscrit ses deux premiers buts en sélection le 15 novembre de la même année lors d'un match amical face à l'Allemagne. Ses deux buts permettent à son équipe de remporter la partie ce jour-là (2-1).
Dennis Rommedahl participe à la Coupe du monde 2002 (marquant un but contre la France, champion du monde en titre défaite et éliminée 2 à 0 au premier tour). Le Danemark sortira en huitièmes de finales en s'inclinant contre l'Angleterre de Michael Owen sur le score de 3-0. Il enchaîna lors de l'Euro 2004 où les Vikings s'arrêteront en quarts-de-finale, défaits par la Tchéquie 3-0.
Dennis Rommedahl fut convoqué par Morten Olsen pour participer à la Coupe du monde 2010. Malgré un but inscrit lors de la victoire face au Cameroun, il ne peut empêcher l'élimination de son pays dès la phase de groupe lors de cette compétition. Il disputera sa dernière compétition lors de l'Euro 2012 où les Vikings sortiront en phases de poules.  
En octobre 2014, alors qu'il est écarté des terrains depuis 15 mois en raison d'une blessure au tendon d'Achille, Rommedahl annonce sa retraite internationale.
Rommedahl compte en tout 127 sélections et 21 buts avec l'Équipe du Danemark. Il est le deuxième joueur le plus capé de la sélection derrière Peter Schmeichel, jusqu'en septembre 2023, où il est dépassé par Simon Kjær et se classe alors troisième.